# Корякино (Шекснинский район)
Корякино — деревня в Шекснинском районе Вологодской области.
Входит в состав сельского поселения Сиземского, с точки зрения административно-территориального деления — в Сиземский сельсовет.
Расстояние до районного центра Шексны по автодороге — 30,4 км, до центра муниципального образования Чаромского по прямой — 11 км. Ближайшие населённые пункты — Павловское, Поповское, Сыромяткино.
По переписи 2002 года население — 18 человек.